# خلالة سيزيغية
خلالة سيزيغية (الاسم العلمي: Acetobacter syzygii) هي نوع من البكتيريا يتبع جنس الخلالة من الفصيلة الخلالية.